# Катастрофа Ил-18 под Киевом
Катастрофа Ил-18 под Киевом — авиационная катастрофа, произошедшая в среду 17 августа 1960 года в Киевской области к северу от Киева на юго-восточной окраине села Тарасовичи. Авиалайнер Ил-18Б 235-го лётного отряда особого назначения авиакомпании «Аэрофлот» выполнял международный пассажирский рейс SU-036 по маршруту Каир — Москва, но при пролёте над Киевской областью у лайнера загорелся двигатель № 4. Экипаж пытался произвести аварийную посадку в Киевском аэропорту Жуляны, но пожар разрушил крыло и самолёт рухнул на юго-восточную окраину села Тарасовичи и полностью разрушился. Погибли все 34 человека на борту самолёта — 27 пассажиров и 7 членов экипажа.

## Самолёт
Ил-18Б с бортовым номером СССР-75705 (заводской — 189001702, серийный — 017-02) был выпущен заводом ММЗ «Знамя Труда» в 1959 году в варианте с пассажировместимостью на 80 мест. Далее он был передан Главному управлению гражданского воздушного флота (выполняло полёты под маркой «Аэрофлот»), которое к 29 декабря направило его в 235-й авиационный отряд особого назначения гражданского воздушного флота. Был оборудован четырьмя турбовинтовыми двигателями АИ-20; все четыре были установлены на самолёт 10 мая 1960 года и имели наработку 217 часов 20 минут без ремонтов. Общая наработка авиалайнера составляла 407 часов налёта и 117 циклов «взлёт—посадка».

## Экипаж и пассажиры
Экипаж самолёта имел следующий состав:
- Командир воздушного судна (КВС) — Вячеслав Иванович Лягин
- Второй пилот — Василий Васильевич Кищенко
- Штурман — Иван Дмитриевич Россихин
- Бортмеханик — Николай Данилович Коваленко
- Бортрадист-инженер — Пётр Ильич Горбатов
- Стюардессы
  - Тамара Дмитриевна Звонова
  - Валентина Михайловна Юрченкова

Всего на борту находились 27 пассажиров, в том числе 11 иностранных граждан из 5 стран:
- Джон Мухима Комулуанж Калекези (John Muhima Komuluyange Kalekezi)[5] — живший в изгнании в Каире лидер национального конгресса Уганды. Его пригласил в Москву Никита Хрущёв на процесс по делу американского лётчика Фрэнсиса Пауэрса в роли посредника между СССР и США[6].
- Мустафа Феррухи[фр.] — алжирский политик, член французского отделения Фронта национального освобождения, разыскиваемый французской полицией. На данном рейсе летел с женой и тремя детьми (старшая дочь находилась у бабушки), намереваясь перебраться в Китай[7].
- Коваленко, Борис Егорович — советский экскаваторщик, участник строительства Асуанской ГЭС.

| Гражданство людей на борту | Гражданство людей на борту | Гражданство людей на борту | Гражданство людей на борту |
| Страна                     | Пассажиры                  | Экипаж                     | Всего                      |
| -------------------------- | -------------------------- | -------------------------- | -------------------------- |
| Алжир                      | 5                          | 0                          | 5                          |
| Афганистан                 | 1                          | 0                          | 1                          |
| Йемен                      | 4                          | 0                          | 4                          |
| СССР                       | 16                         | 7                          | 23                         |
| Уганда                     | 1                          | 0                          | 1                          |
| Итого                      | 27                         | 7                          | 34                         |

## Катастрофа
Самолёт с 34 людьми на борту выполнял международный пассажирский рейс SU-036 Каир—Москва и в 15:52 прошёл контрольный пункт Кодра, когда экипаж доложил диспетчеру, что зафлюгировался воздушный винт № 4 (крайний правый), в связи с чем принято решение о вынужденной посадке в аэропорту Борисполь города Киев. Однако ситуация на борту быстро ухудшалась, так как в 15:57 с рейса 36 уже доложили, что на правой плоскости крыла и двигателе № 4 возник пожар, в связи с чем выполняется аварийное снижение. Тогда диспетчер предложил посадку в более близком аэропорту — Жуляны, но в 15:57:30 экипаж передал последнее сообщение: «Падаем, падаем, прощайте, падаем, падаем, падаем…».
С выпущенными шасси и закрылками борт 75705 быстро снижался, когда из-за пожара отделился двигатель № 4, после чего взорвались расположенные рядом топливные баки, при этом разрушив правую плоскость крыла. Потерявший управление борт 75705 почти отвесно помчался вниз, и примерно в 15:58 врезался в землю на юго-восточной окраине села Тарасовичи (ныне не существует) в 41 километре северней аэропорта Жуляны. При ударе авиалайнер взорвался и полностью разрушился, а все 34 человека на борту погибли.

## Причины
На период расследования причин катастрофы эксплуатация всех Ил-18 в стране была приостановлена. Через 8 месяцев расследования было установлено, что пожар возник вследствие разрушения двигателя, что и вызвало автоматическое флюгирование винта, а затем отделение двигателя и взрыв топливных баков. Также в процессе падения отделился и двигатель № 1. Главной причиной катастрофы было названо нарушение герметичности топливной форсунки № 7 в двигателе № 4, в результате чего возник прогар камеры сгорания и кожуха масляной полости, что и привело к пожару. Сопутствующей причиной послужило отсутствие внутри двигателя средств для пожаротушения.
Создателем двигателя АИ-20 был известный инженер-конструктор Александр Ивченко, который даже получил за него Ленинскую премию. Когда же авиаконструктор узнал, что его «детище» стало причиной катастрофы, у него произошёл инсульт. Хотя топливные форсунки, из-за которых и произошёл пожар в двигателе, не имели отношения к конструкторскому бюро, но Ивченко полностью взял на себя всю ответственность.

## Последствия
По результатам расследования противопожарные перегородки турбовинтовых двигателей АИ-20 были заменены титановыми, а материал трубопроводов был заменён с дюралюминия на сталь; также поменяли расположение топливных пожарных кранов. Согласно рапорту руководства ГКАТ, ВВС, ГВФ и ВПК промышленность была готова начать выпуск самолётов с указанными изменениями с апреля 1961 года, а все ранее выпущенные доработать. Через месяц правительством было издано постановление о мерах по усилению противопожарной защиты и повышению эксплуатационной надёжности данных машин, согласно которому со второго квартала 1961 года промышленность должна была начать выпускать Ил-18, у которых в крыльях близ силовых установок должны были быть установлены дополнительные противопожарные перегородки, а все ранее выпущенные самолёты необходимо было доработать в течение 1961 года и первого квартала 1962 года. Помимо этого было дано указание, чтобы в двигателях АИ-20 было добавлено устройство, с помощью которого к задней опоре вала турбины двигателя подавался бы огнегасящий состав, а сам самолёт оборудовать улучшенной противообледенительной защитой.
С 25 августа по 23 сентября 1960 года Ил-18 вновь не летали, так как в этот период проводилась доработка топливных форсунок двигателя.